# Глушенков, Максим Александрович
Макси́м Алекса́ндрович Глушенко́в (род. 28 июля 1999, Смоленск) — российский футболист, нападающий петербургского «Зенита» и сборной России.

## Клубная карьера

### Ранние годы
Начал заниматься футболом в 5-летнем возрасте в местной секции смоленского «Днепра»; первый тренер — Сергей Николаевич Пучков. По настоянию отца в 11 лет перебрался в тольяттинскую Академию имени Юрия Коноплёва. Через три года перешёл в московский «Локомотив», но из-за частых травм не смог закрепиться в команде и оказался в другой столичной школе — ФК «Чертаново». Начинал играть на позиции центрального нападающего, но из-за невысокого роста постепенно переквалифицировался во флангового нападающего и крайнего полузащитника.
29 июля 2016 года сыграл дебютный матч за «Чертаново» в первенстве ПФЛ против «Калуги», а 18 августа забил первый гол на профессиональном уровне, отличившись в матче против «Энергомаша». В своём первом сезоне сыграл 22 матча и забил 7 мячей. В сезоне 2017/18 забил уже 9 мячей в 25 матчах и помог команде выиграть первенство ПФЛ (зона «Запад») и выйти в Футбольную национальную лигу. В осенней части первенства ФНЛ 2018/2019 забил 11 мячей, являясь вторым бомбардиром турнира.

### «Спартак» (Москва)
4 января 2019 года Глушенков вместе со своим одноклубником Наилем Умяровым официально перешли в московский «Спартак». 11 марта 2019 года дебютировал за фарм-клуб «Спартак-2» в матче первенства ФНЛ против петербургского «Зенита-2» (1:1), выйдя в стартовом составе и на 51-й минуте забил свой первый мяч за команду. 17 марта 2019 года дебютировал за основной состав «Спартака» в матче РПЛ против «Зенита» (1:1), выйдя на замену на 73-й минуте вместо Александра Ташаева.

#### Аренда в «Химки»
2 февраля 2021 года перешёл на правах аренды в «Химки», арендное соглашение рассчитано до конца сезона 2020/21. Дебютировал за «Химки» 19 марта 2021 года в гостевом матче 23-го тура чемпионата России против «Рубина» (3:1). 24 апреля 2021 года в гостевом матче 27-го тура против московского «Динамо» (1:0) на 63-й минуте вышел вместо Ильи Кухарчука, а на 91-й минуте матча забил единственный мяч и принёс своей команде победу, также был признан лучшим игроком этого матча. Всего за «Химки» провёл 6 матчей и забил 2 мяча, после окончания арендного соглашения вернулся в «Спартак».

### «Крылья Советов»
21 февраля 2020 года перешёл на правах аренды в самарские «Крылья Советов», арендное соглашение рассчитано до конца сезона 2019/20. Дебютировал за «Крылья Советов» 28 февраля 2020 года в матче 20-го тура чемпионата России против «Оренбурга» (1:1), в этом матче вышел на замену на 83-й минуте вместо Антона Зиньковского. 19 июня 2020 года в домашнем матче 23-го тура чемпионата России против «Ахмата» (2:4) на 88-й минуте матча с передачи Александра Гацкана забил свой первый мяч за «Крылья Советов» и в чемпионате России. 26 июня 2020 года вышел в стартовом составе и провёл весь гостевой матч 24-го тура чемпионата России против «Зенита» (1:2) и на 44-й минуте с передачи Антона Зиньковского забил мяч. 30 июня 2020 года в гостевом матче 25-го тура против московского «Локомотива» (1:1) вышел в стартовом составе и провёл на поле весь матч и на 14-й минуте сделал голевую передачу на Деяна Радонича, также был признан «Матч ТВ» лучшим игроком этого матча. 31 июля 2020 года покинул «Крылья Советов» в связи с истечением срока арендного соглашения и вернулся в «Спартак». Всего за самарский клуб провёл 10 матчей и забил 3 мяча.
23 июля 2021 года продлил контракт со «Спартаком» до 31 мая 2024 года и снова был арендован «Крыльями Советов», арендное соглашение рассчитано до конца сезона 2021/22. В сезоне 2021/22 провёл 29 матчей и забил семь мячей. 25 июня 2022 года «Крылья Советов» выкупили Глушенкова у «Спартака» и подписали с ним трёхлетний контракт. 16 июля 2022 в матче 1-го тура чемпионата России сделал дубль в ворота «Оренбурга» (4:2), отличившись на 54-й и 73-й минутах.

### «Локомотив» (Москва)
В декабре 2022 года подписал контракт на четыре года с выплатой «Крыльям» суммы отступных порядка 200 миллионов рублей. В сезоне 2023/24 отдал 16 голевых передач и повторил рекорд Халка по количеству голевых передач в одном сезоне. По итогам сезона Transfermarkt включил игрока в символическую сборную лучших игроков сезона, а также определил лидером списка ассистентов по итогам сезона по всему миру с результатом 21 результативный пас в 38 матчах.

### «Зенит» (Санкт-Петербург)
20 июня 2024 года перешёл в петербургский «Зенит», подписав контракт по схеме «4+1». В первом же матче за клуб оформил дубль в рамках игры за Суперкубок России против «Краснодара» (4:2). 20 июля 2024 года оформил дубль в ворота самарских «Крыльев Советов» в матче первого тура РПЛ 24/25. 3 августа 2024 года сделал хет-трик и отдал голевую передачу в матче третьего тура против «Ростова». В декабре 2024 года обновил рекорд по результативности команды в РПЛ: чтобы заработать 10 очков по системе гол+пас, ему понадобилось 9 матчей.

## Карьера в сборной
С 2017 года вызывался в юношеские российские сборные различных возрастов.
В марте 2019 года был впервые вызван в молодёжную сборную России. 22 марта дебютировал за «молодёжку» в товарищеской игре против сборной Швеции (до 21) (2:0). 15 октября 2019 года забил первый гол в отборочной игре Чемпионата Европы 2021 против сборной Эстонии (до 21) (5:0).
24 сентября 2022 года дебютировал за национальную сборную России в товарищеском матче со сборной Кыргызстана.
25 марта 2025 года Глушенков в товарищеском матче против сборной Замбии (5:0) забил первые мячи за национальную сборную, оформив хет-трик.

## Личная жизнь
Отец — Александр Анатольевич Глушенков (род. 1971), бывший футболист, защитник. Известен по выступлениям за смоленский «Кристалл», ФК «Смоленск» и брянское «Динамо». По состоянию на март 2024 года — начальник смоленского «Днепра».
Максим Глушенков активно участвует в проведении мастер-классов для юных футболистов в родном Смоленске.

## Достижения

### Командные
«Чертаново»
- Победитель Первенства ПФЛ: 2017/18 (зона «Запад»)

«Зенит»
- Серебряный призёр чемпионата России: 2024/25
- Обладатель Суперкубка России: 2024

### Личные
- Лучший ассистент Российской Премьер-лиги: 2023/24 (16 передач)[47]
- В списке 33 лучших футболистов чемпионата России: № 1 — 2023/24[48]
- Лучший игрок месяца РПЛ: июль/август 2024[49]

## Статистика

### Клубная
| Выступление        | Выступление      | Выступление      | Лига | Лига | Кубки | Кубки | Итого | Итого |
| Клуб               | Лига             | Сезон            | Игры | Голы | Игры  | Голы  | Игры  | Голы  |
| ------------------ | ---------------- | ---------------- | ---- | ---- | ----- | ----- | ----- | ----- |
| Чертаново          | ПФЛ              | 2016/17          | 21   | 7    | 1     | 0     | 22    | 7     |
| Чертаново          | ПФЛ              | 2017/18          | 23   | 8    | 2     | 1     | 25    | 9     |
| Чертаново          | ФНЛ              | 2018/19          | 21   | 11   | 1     | 0     | 22    | 11    |
| Чертаново          | Итого            | Итого            | 65   | 26   | 4     | 1     | 69    | 27    |
| → Чертаново-2      | ПФЛ              | 2018/19          | 2    | 2    | —     | —     | 2     | 2     |
| → Чертаново-2      | Итого            | Итого            | 2    | 2    | —     | —     | 2     | 2     |
| Спартак (Москва)   | Премьер-лига     | 2018/19          | 5    | 0    | 0     | 0     | 5     | 0     |
| Спартак (Москва)   | Премьер-лига     | 2019/20          | 1    | 0    | 0     | 0     | 1     | 0     |
| Спартак (Москва)   | Премьер-лига     | 2020/21          | 5    | 0    | 0     | 0     | 5     | 0     |
| Спартак (Москва)   | Итого            | Итого            | 11   | 0    | 0     | 0     | 11    | 0     |
| → Спартак-2        | ФНЛ              | 2018/19          | 2    | 1    | —     | —     | 2     | 1     |
| → Спартак-2        | ФНЛ              | 2019/20          | 8    | 5    | —     | —     | 8     | 5     |
| → Спартак-2        | Итого            | Итого            | 10   | 6    | —     | —     | 10    | 6     |
| → Крылья Советов   | Премьер-лига     | 2019/20          | 10   | 3    | 0     | 0     | 10    | 3     |
| → Крылья Советов   | Премьер-лига     | 2021/22          | 28   | 7    | 1     | 0     | 29    | 7     |
| → Крылья Советов   | Итого            | Итого            | 38   | 10   | 1     | 0     | 39    | 10    |
| → Химки            | Премьер-лига     | 2020/21          | 6    | 2    | 0     | 0     | 6     | 2     |
| → Химки            | Итого            | Итого            | 6    | 2    | 0     | 0     | 6     | 2     |
| Крылья Советов     | Премьер-лига     | 2022/23          | 16   | 5    | 5     | 1     | 21    | 6     |
| Крылья Советов     | Итого            | Итого            | 16   | 5    | 5     | 1     | 21    | 6     |
| Локомотив (Москва) | Премьер-лига     | 2022/23          | 13   | 5    | 3     | 0     | 16    | 5     |
| Локомотив (Москва) | Премьер-лига     | 2023/24          | 29   | 6    | 9     | 2     | 38    | 8     |
| Локомотив (Москва) | Итого            | Итого            | 42   | 11   | 12    | 2     | 54    | 13    |
| Зенит              | Премьер-лига     | 2024/25          | 16   | 9    | 4     | 2     | 20    | 11    |
| Зенит              | Итого            | Итого            | 16   | 9    | 4     | 2     | 20    | 11    |
| Всего за карьеру   | Всего за карьеру | Всего за карьеру | 206  | 71   | 26    | 6     | 232   | 77    |

1. ↑  Кубок России, Суперкубок России.

### Сборная
| Номер | Дата       | Соперники  | Статус            | Счёт | Статистика | Источник |
| ----- | ---------- | ---------- | ----------------- | ---- | ---------- | -------- |
| 1     | 24.09.2022 | Кыргызстан | Товарищеский матч | 2:1  | 45' ( 46') | [ 50 ]   |
| н/о   | 12.09.2023 | Катар      | Товарищеский матч | 1:1  | 15' ( 75') | [ 51 ]   |
| 2     | 19.03.2025 | Гренада    | Товарищеский матч | 5:0  | 65' ( 65') |          |